# Governatorato di Diyala
Il governatorato di Diyala (in arabo ديالى‎?) è un governatorato dell'Iraq. Si trova a est del paese e confina con l'Iran. Ha una superficie di 19076 km² e, secondo una stima del 2003, una popolazione di 1 373 862 abitanti. Il calcolo per il 2012 è invece di 1 828 387 abitanti. Il suo capoluogo è la città di Ba'quba.